# Стрелковы
Стрелковы — деревня в Слободском районе Кировской области в составе Бобинского сельского поселения.

## География
Находится на расстоянии примерно 11 км на север-северо-восток от Нового моста через Вятку в городе Киров.

## История
Известна с 1710 года как починок над логом Крутцом с 1 двором и населением 17 душ, в 1764 году учтено 105 жителей. В 1873 году в деревне Над логом Крутцом 2-я (Стрелковы) учтено дворов 26 и жителей 158, в 1905 17 и 84, в 1926 27 и 149, в 1950 29 и 102. Нынешнее название утвердилось с 1939 года. Деревня имеет дачный характер.

## Население
Постоянное население  не было учтено как в 2002 году, так и в 2010.